# Tobogan

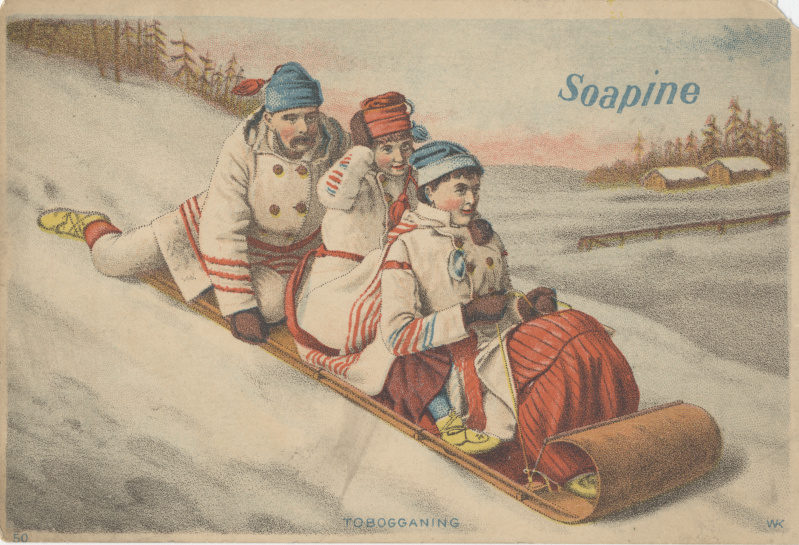
Tobogan na ilustracji (ok. 1900 r.)

Tobogan – specjalnego rodzaju sanie, stosowane w ratownictwie górskim GOPR i TOPR, używane do transportu poszkodowanych w wypadkach górskich. Tobogan ma kształt łódkowaty i szerokie dno ułatwiające ślizganie, może też być wyposażony w dwie szerokie płozy. Z przodu i z tyłu znajdują się dyszle do sterowania saniami. Umożliwiają one wygodne i bezpieczne zwożenie rannego przez jednego ratownika (na nartach) – zamiast kilku, jak dawniej. Dyszle te pojawiły się w toboganie w latach czterdziestych XX w., w wyniku udoskonaleń wprowadzonych przez przewodnika tatrzańskiego Władysława Gąsienicę-Pazdura.